# Toplički upravni okrug
Toplički upravni okrug (ćirilično: Топлички управни округ) se nalazi u Južnoj Srbiji na državnoj granici s Kosovom.

## Općine
Toplički upravni okrug sastoji se od četiri općina. 267 naselja od kojih su četiri grada i 263 seoska naselja.
Općine su:
- Prokuplje
- Blace
- Kuršumlija
- Žitorađa

## Stanovništvo
Prema podacima iz 2002. godine u okrugu živi 102.075 stanovnika, od čega 27.673 stanovnika u središtu okruga gradu Prokuplju. 
Prema etničkoj pripadnosti stanovništvo čine:
- Srbi= 96.889
- Romi = 3.338
- ostali =